# Nemzetközi Súlyemelő-szövetség
A Nemzetközi Súlyemelő-szövetség (International Weightlifting Federation, IWF) a súlyemelősport nemzetközi irányító testülete. Az 1905-ben alapított szövetség székhelye Budapest, jelenleg 187 tagszövetséget tömörít. Az IWF elnöke 2000 óta Dr. Aján Tamás.

## Külső hivatkozások
- Az IWF hivatalos honlapja